# Ryan Walsh
Ryan Walsh (født 18. maj 1986 i Rochdale, Greater Manchester i England) er en britisk professionel bokser. Hans største kamp i karrieren var da han boksede om Europamesterskabet mod danske Dennis Ceylan den 15. oktober 2016 i Frederikshavn, hvor han tabte på en split decision. Han har været indehaver af den britiske fjervægttitel siden 2015 og har tidligere været indehave af den britiske super-bantamvægttitel siden 2011.

## Professionelle karriere
Opvokset i Rochdale og bosat i Cromer, Norfolk, havde Walsh sin professionelle debut den 2. februar 2008 med en første omgangs knockout af Riaz Durgahed. I april 2011 havde han vundet sin første 12 kampe og den 21. oktober scorede han en enstemmig afgørelse (UD) over Liam Richards og vandt den britiske super-bantamvægttitel.
I oktober 2013, udfordrede Walsh Lee Selby om den britiske og Commonwealth fjervægts-titlen. Kampen gik ale 12 omgange med Selby som vinder af en klar enstemmig afgørelse, hvilket tilegnede Walsh sit første nederlag. 2 år senere, den 26. september 2015, mødte Walsh Samir Mouneimne for den daværende ledige britiske fjervægts-titel. Kampen gik tiden ud hvor Walsh scorede en split decision og blev britisk mester.
Walsh skulle have bokset sit første titelforsvar i januar 2016 mod Ryan Doyle, men mødte i stedet den ubesejrede Darren Traynor, hvor han stoppede udfordreren på teknisk knockout i 5. omgang.
Den 15. oktober 2016 boksede han om europamesterskabet mod danske Dennis Ceylan i Frederikshavn som han tabte på en split decision.
Ryan's tvillingebror Liam og storebror Michael er også professionelle boksere og i 2015 blev Ryan og Liam de første tvillinger til at have de britiske titler på samme tid.